# Formica gracilis
Formica gracilis é uma espécie de formiga do gênero Formica, pertencente à subfamília Formicinae.